# Недеље у граду Аврају
Недеље у граду Аврају (фр. Les dimanches de Ville d'Avray) је француски филм из 1962. године који је режирао Серж Бургињон. Његов наслов односи се на Аврај, предграђе Париза.
Филм је заснован на истоименом роману Бербарда Ешарукса који је сарађивао на сценарију, а говори о трагичној причи младе девојке са којом се спријатељи недужни ветерат рата.

## Радња
Пјер пати од амнезије након ратне несреће у којој је можда убио младу вијетнамску девојку док је слетео својим погођеним авионом у Првом индокинеском рату. Његова медицинска сестра, Мадлен, живи са њим. Када Пјер види Сибел, младу девојку у невољи док је њен отац очигледно без љубави оставља у сиротиште, он се спријатељи са њом. Свако од њих двоје је усамљен, детињаст и потребан му је пријатељ који га подржава. На крају се претвара да је отац девојчице, што јој омогућава да побегне из закључаног сиротишта на један дан, а он дели сваку своју недељу са њом месецима.
Пјер крије своје пријатељство са Сибел од Мадлен, али она то на крају сазна и каже Бернарду, доктору којиинтересовања за њу. Бернард претпоставља да је девојчица у опасности и обавештава полицију, која прихвата исту претпоставку.
Пјер нема шта да поклони Сибел за Божић, па прихвата њен шаљиви изазов да јој донесе металног петла са врха готичке цркве у близини сиротишта. Док Сибел спава, чекајући Пјера да прославе Божић у парку који је прекривен снегом, бивши пилот скупи храбрости да се попне на торањ. Са својим ножем као алатом, он скида металног петла. Док се враћа ка Сибел, са металним петлом и ножем у рукама, стиже полиција и убија га како би „заштитила“ дете за које замишљају да је у опасности. Сибел се буди ужаснута када види да је он мртав и плаче.

## Улоге
- Харди Кригер - Пјер
- Никол Курсел - Маделин
- Патрисија Гози - Сибел
- Даниел Ивернел - Карлос
- Андре Омански - Бернанрд

## Награде
Недеље у граду Аврају освојио је 1962. године Оскар за најбољи међународни филм. Наредне године номинован је за исту награду за сценарио.
| Награде                       | Категорије                                                         | Добијене награде и номинације                   | Резултат   |
| ----------------------------- | ------------------------------------------------------------------ | ----------------------------------------------- | ---------- |
| Оскар                         | Најбољи филм на страном језику                                     | Најбољи филм на страном језику                  | Освојено   |
| Оскар                         | Најбољи сценарио, сценарио заснован на материјалу из другог медија | Серж Бургињон Антоин Тудал                      | Номинација |
| Оскар                         | Најбоља музика или адаптација музике                               | Морис Жар                                       | Номинација |
| Награда Плава врпца           | Најбољи филм на страном језику                                     | Серж Бургињон                                   | Освојено   |
| Златни глобус                 | Награда Самуел Голдвин                                             | Награда Самуел Голдвин                          | Номинација |
| Национални одбор за рецензију | Најбољи филм на страном језику                                     | Награда Националног одбора за рецензију филмова | Освојено   |